# MobileIron
MobileIron Inc. mit Hauptsitz in Mountain View, Santa Clara County, Kalifornien ist ein Hersteller von Lösungen im Bereich Mobile-Device-Management (MDM) und Enterprise Mobility Management (EMM) zur Verwaltung von mobilen Geräten wie Smartphones und Tablet-Computern sowie der Content- und Softwareverteilung für diese Geräte in Unternehmen. Das Unternehmen wurde 2007 von Ajay Mishra, Suresh Batchu und Bob Tinker gegründet. Simon Biddiscombe ist President und CEO des Unternehmens, Batchu ist CTO. MobileIron Inc. wurde 2020 von der Firma IVANTI für 872 Millionen US-Dollar aufgekauft, nachdem schon länger nach einem strategischen Partner von MobileIron Inc. gesucht wurde.

## Produkte und Lösungen
MobileIron hat sich auf die Verwaltung mobiler Geräte spezialisiert und bietet neben dem Mobile Device Management auf App-Ebene eine Mobile Application Distribution Library für die Softwareverteilung, App Security und Zugriffskontrolle zur Sicherung von Apps sowie Mobile Application Inventory für die zentrale Erfassung der im Unternehmen verteilten mobilen Anwendungen. Die große Zahl von App-Stores, wie sie fast alle größeren Firmen anbieten, kennt ebenfalls Methoden, Daten unter dem Tenor „Bring your own Device“ (BYOD) zu trennen und zu sichern, regeln das aber in erster Linie über Benutzer-Zertifikate, Geräte-Zulassungen oder separate Umgebungen nach Art der Sandboxes auf den Mobile Devices.
Anyware ist eine Cloudlösung, welche auch in der Oberfläche von Salesforce.com integriert ist.
MobileIron Insight ist eine App für Tablets (iOS und Android) zur Administration von Mobile Devices in Unternehmen.
Für die sichere Nutzung von Cloud-Diensten stellt der Anbieter die Lösung MobileIron Access zur Verfügung.

## Marktposition und Auszeichnungen
Gartner Inc. hat MobileIron 2017 im siebten Jahr in Folge als Leader im Magic Quadrant für MDM/EMM Suites platziert.
MobileIron ist Gewinner der Mobility Awards 2012 in der Kategorie „Enterprise Mobility“ (2011 unter den Nominierten).
MobileIron wurde auf dem World Summit on Innovation & Entrepreneurship (THEWSIE) in die Liste der 100 innovativsten Unternehmen weltweit („Global Hot Companies“) aufgenommen.
In der IDC-Marktanalyse „Worldwide Mobile Enterprise Management Software 2012–2016 Forecast and Analysis and 2011 Vendor Shares“ vom September 2012 wird MobileIron unter „Performance of Leading Vendors in 2011“ als das Unternehmen mit dem größten Wachstum (421,4 %) zwischen 2010 und 2011 benannt.